# Philipp van Württemberg

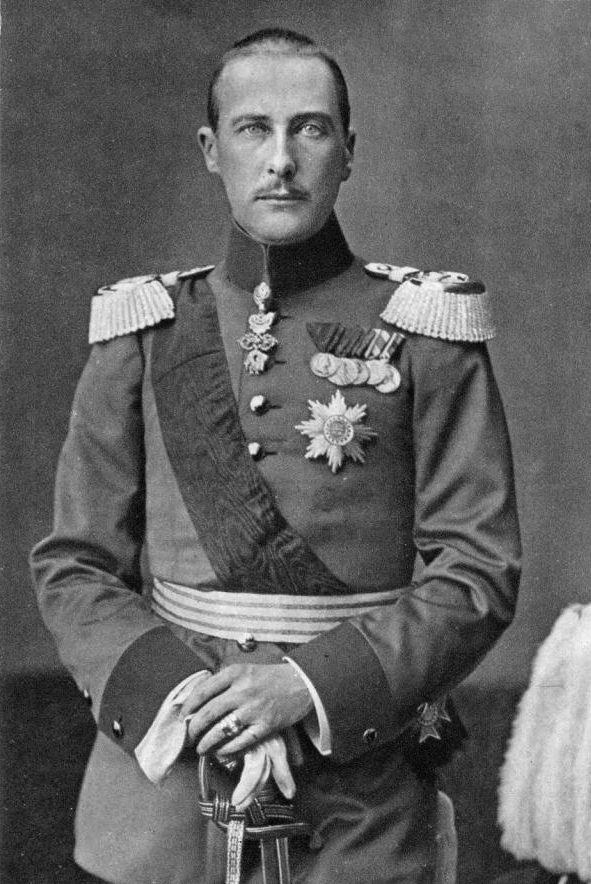
Philipp van Württemberg

Philipp Albrecht Carl Maria Joseph Ludwig Stanislaus Leopold Herzog von Württemberg (Stuttgart, 14 november 1893 – Ravensburg, 15 april 1975) was hoofd van het huis Württemberg.
Philipp was een zoon van hertog Albrecht van Württemberg en Margaretha Sophie van Oostenrijk.

## Huwelijken
In 1923 trouwde hij met aartshertogin Helene van Oostenrijk (1903-1924), dochter van aartshertog Peter Ferdinand van Oostenrijk en kleindochter van Ferdinand IV van Toscane. Helene stierf echter in 1924, waarschijnlijk kort na de geboorte van hun dochter.
- Marie Christine (1924) gehuwd met prins Georg prins von und zu Liechtenstein (1911-1998), zoon van Alois van Liechtenstein

Hij trouwde daarna in 1928 met de zus van zijn eerste vrouw, Rosa van Oostenrijk (1906-1983). Met haar kreeg hij nog 6 kinderen.
- Helene (1929-2021); trouwde in 1961 met Friedrich markies Pallavicini (1924)
- Ludwig (1930); deed in 1959/1960 afstand van zijn rechten op de troon en liet zich uitschrijven uit de familie; hij was van 1960 tot 1970 getrouwd met Heidi Freiin von und zu Bodman (1938) en van 1972 tot 1988 met Angelika Kiessig (1942)
- Elisabeth (1933-2022); trouwde in 1958 met Antoine prins van Bourbon-Sicilië (1929)
- Marie Therese (1934), sinds 1984 Frans hertogin van Montpensier; was van 1957 tot 1984 getrouwd met Henri van Orléans, graaf van Parijs
- Carl (1936-2022); trouwde in 1960 met de zus van zijn zwager Diane d'Orléans (1940)
- Marie Antoinette (1937-2004)